# Рудня Жигальська
Рудня Жигальська (біл. Рудня Жыгальская) — село в Руднемаримоновській сільській раді Гомельської області Республіки Білорусь.

## Географія

### Розташування
За 24 км від залізничної станції Якимівка (по лінії Калинковичі — Гомель), 32 км на південний захід від Гомеля.

## Гідрографія
На заході меліоративні канали, з'єднані з озером Кущівка, що знаходиться в заплаві річки Дніпро.

## Транспортна мережа
Транспортні зв'язки степовою дорогою, потім автомобільною дорогою Михальки — Калинковичі — Гомель. Планування складається із короткої вулиці, орієнтованої з південного сходу на північний захід. Житлові будинки дерев'яні садибного типу.

## Історія
За письмовими джерелами відома з ХІХ століття. Засноване як хутір біля рудника, де добувалося залізо для місцевих потреб, володіння поміщиці Володькович, потім Хотеневської. Згідно з переписом 1897 року розташовувалась у Дятловицькій волості Гомельського повіту Могилівської губернії. 1909 року 37 десятин землі. 1926 року в Руднемаримоновській сільській раді Дятловицького району Гомельського округу. 1931 року жителі вступили до колгоспу. У 1959 році у складі радгоспу імені Некрасова (центр — село Рудня Маримонова).

## Населення

### Чисельність
- 2004 рік — 12 господарств, 18 мешканців.